# John Lyng

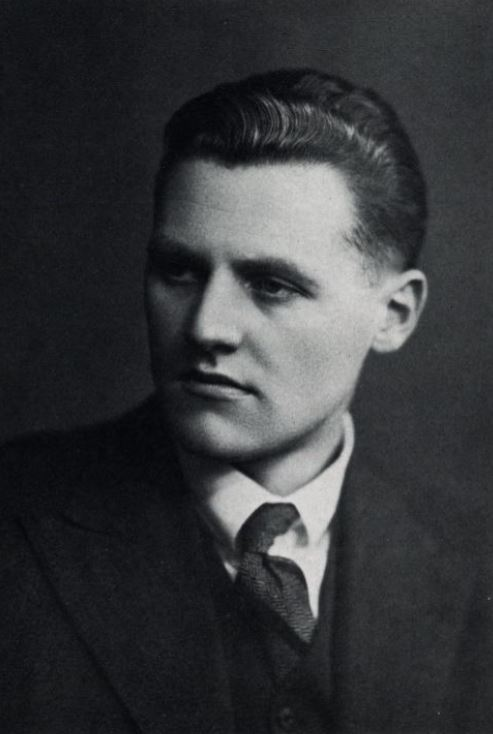
John Lyng (1932)

John Daniel Fürstenberg Lyng (* 22. August 1905 in Trondheim; † 18. Januar 1978 in Bærum) war ein norwegischer konservativer Politiker (Høyre). Er war Ministerpräsident von Norwegen vom 28. August bis zum 25. September 1963.

## Leben
Lyng war Jurist und er arbeitete ab 1927 in verschiedenen Positionen als Richter, Staatsanwalt und Anwalt. Von 1934 bis 1945 saß er im Kommunalparlament von Trondheim, später von 1955 bis 1959 im Stadtrat von Skien. Nach der Parlamentswahl am 8. Oktober 1945 zog Lyng in das norwegische Parlament Storting ein. Dort vertrat er zunächst bis 1953 Levanger und Trondheim. Von 1954 bis 1957 hatte er kein Abgeordnetenmandat. Vom 1. Januar 1958 bis zum 30. September 1965 war Lyng Abgeordneter für den Wahlkreis Akershus.
Im August 1963 entzog die Sozialistische Volkspartei der sozialdemokratischen Regierung von Einar Gerhardsen aufgrund der Kings-Bay-Affäre die parlamentarische Unterstützung. John Lyng konnte die vier bürgerlichen Parteien für eine Regierung Lyng gewinnen. Ihr fehlte jedoch angesichts der rechnerischen linken Mehrheit im Parlament jegliche Basis für ihre Politik. Das Ende dieser ersten bürgerlichen Regierung der Nachkriegszeit erfolgte deswegen bereits nach vier Wochen.
Von 1964 bis 1965 gehörte Lyng dem norwegischen Nobelkomitee an. In der Zeit von 1964 bis 1970 diente er als Fylkesmann von Oslo und Akershus. Von Oktober 1965 bis Mai 1970 war er Außenminister der Mitte-rechts-Regierung unter Per Borten (Regierung Borten).
Norwegen beantragte 1962, 1967 und 1970 erfolglos die Mitgliedschaft in der Europäischen Gemeinschaft.